# Rhinochimaera
Rhinochimaera är ett släkte av broskfiskar. Rhinochimaera ingår i familjen Rhinochimaeridae.
Arter enligt Catalogue of Life:
- Rhinochimaera africana
- Långnosad havsmus (Rhinochimaera atlantica)
- Rhinochimaera pacifica